# 2013 TX68
A 2013 TX68 egy Apollo típusú aszteroida és Földközeli objektum. 2013. október 6-án fedezték fel a Catalina Sky Survey projekt során. Ekkor az aszteroida a Földtől 5,4 Föld-Hold távolságra volt. A megfigyelésére csak három napon át adódott lehetőség, utána a láthatósága túlságosan lecsökkent. Így az adatokból kiszámítható pályája meglehetősen bizonytalan. 
Az aszteroida időnként közel kerül a Földhöz, legközelebb 2016.  március 7-én volt, amikor 10,64 Föld-Hold távolságra haladt el a Földtől. A pályameghatározás bizonytalansága miatt a legkisebb távolság korábbi becslése 22 000 km volt, ami csillagászati értelemben meglehetősen közelinek számít. Az aszteroida átmérője 20–50 méter lehet (tehát akár a kétszerese a 2013-as Cseljabinszki meteor méretének).

## Lehetséges becsapódás
A 2013 TX68 egy darabig a veszélyes Földközeli objektumok listáján szerepelt, mint lehetséges becsapódó aszteroida valamikor a jövőben, de ez a következő 100 évben nem várható. A NASA 2016. február 11-én vette le a listáról, amikor a pályáját pontosabban meghatározták további néhány nap megfigyelései alapján. Nem számít „veszélyes”-nek, mivel átmérője kisebb 100 méternél. 